# Teresa Morán
Teresa Morán (Puebla, 15 de septiembre de 1939-Ciudad de México, 11 de abril del 2017) fue una pintora mexicana.

## Biografía
Estudió en la Escuela Nacional de Artes Plásticas, en la Academia de San Carlos. Fue becaria del Sistema Nacional de Creadores de Arte del Fondo Nacional para la Cultura y las Artes.

## Obra
En México, sus obras fueron expuestas en el Palacio de Bellas Artes, el Museo Nacional de San Carlos, el Museo de Arte Carrillo Gil y el Museo de Arte Moderno. Además, se presentaron en el Museo Fundación Ralli en Uruguay y el Museo Nacional de Arte de La Habana, así como en Francia, Rumania, Chile, Italia. Realizó murales para el 100 aniversario del restaurante Prendes en la Ciudad de México y en el Palacio de Gobierno de Hermosillo, en Sonora, los cuales fueron destruidos a pesar de ser parte del catálogo nacional de los Monumentos Históricos del Instituto Nacional de Antropología e Historia.

## Reconocimientos
- Premio Adquisición en el Primer Salón Nacional de Pintura, 1968
- Mención Honorífica de la Segunda Bienal de Pintura, 1998
- Premio Estímulo "José Luis Alconedo", 2002

También fue reconocida como "Poblana Distinguida" por el Ayuntamiento de Puebla.